# Pumphonia
Albums de Benassi Bros
...Phobia
(2005)
Pumphonia est le 1er album Benassi Bros. sorti en 2004. C'est un groupe composé de Benny Benassi et de son cousin Alle Benassi. Il sera suivi de ...Phobia. Les singles extraits de l'album sont: Don't Touch Too Much en featuring avec Paul French, I Love My Sex en featuring avec Violeta, Rumenian en featuring avec Violeta, Illusion en featuring avec Sandy, Hit My Heart en featuring avec Dhany et Memory Of Love en featuring avec Paul French. Le tube Hit My Heart a été un véritable succès dans le monde entier.

## Titres
| No  | Titre                                    | Chant       | Durée |
| --- | ---------------------------------------- | ----------- | ----- |
| 1.  | Illusion (Sfaction Version)              | Sandy       | 5:06  |
| 2.  | Turn Me Up (Sfaction Version)            | Sandy       | 5:47  |
| 3.  | Rumenian (Original Version)              | Violeta     | 4:55  |
| 4.  | Get Better (Sfact Reloaded Version)      | Sandy       | 5:32  |
| 5.  | The Liar (Original Version)              | The Biz     | 4:56  |
| 6.  | Memory of Love (Extended Version)        | Paul French | 5:28  |
| 7.  | I Feel So Fine (Sfaction Version)        | Sandy       | 5:22  |
| 8.  | I Love My Sex (SfactRum Version)         | Violeta     | 3:10  |
| 9.  | Hit My Heart (Sfaction Version)          | Dhany       | 5:06  |
| 10. | Time Is What You Need (Original Version) | Paul French | 3:48  |
| 11. | Don't Touch Too Much (Original Version)  | Paul French | 3:30  |
| 12. | Get Better (Sflow Version)               | Sandy       | 4:03  |